# Maria Winowska
 (octobre 2012).
Maria Winowska, née le 15 août 1909 à Sieniawa (en Galicie alors autrichienne) et morte le 4 avril 1993 à Champcueil, est une femme de lettres et journaliste catholique polonaise. 

## Biographie
En 1927, elle est diplômée de philologie classique et romane à l’Université Jean-Casimir de Lwów. Elle a été assistante d’Edward Porębowicz (pl). De 1931 à 1934 elle travaille dans une librairie. En 1933, elle est l’un des fondateurs de la revue « Verbum » à Varsovie dont elle fut la première secrétaire en 1934. 
À partir de 1940, elle est à Toulouse, en France, et participe à la Résistance française, y compris dans les services secrets. Après la guerre, elle devient un membre actif des immigrés polonais de France.
En 1952, elle reçoit le prix Constant-Dauguet de l’Académie française pour son livre Le Fou de Notre-Dame, Le père Maximilien Kolbe.
Au cours de ses voyages à l'étranger, elle se rapproche de Stefan Wyszyński. En 1956, elle publie sous le pseudonyme de Claude Naurois un livre qui a pour titre « Dieu contre dieu ? » et pour sous-titre : « drame des catholiques progressistes dans une Église du silence » et en 1962, sous le pseudonyme de Pierre Lennert : « L’Église catholique en Pologne » décrivant les politiques gouvernementales communistes envers l’Église. Dans les années 1970 elle était l'un des administrateurs de l'Alliance Indépendance de la Pologne (organisation de l'opposition démocratique polonaise).
Maria Winowska a publié plusieurs livres en polonais et en français, entre autres, « Le Vrai Visage du Padre Pio, prêtre et apôtre », (1955), « Paul VI, pape de l’Épiphanie » (1970), « Le Secret de Maximilien Kolbe » (1971), « Droit de la Miséricorde. La mission de Sœur Faustine » (1974), « Jean-Paul II, Tout pour tous » (1979), « L’histoire d'un homme qui a choisi plus de liberté » (Paris - 1953, Cracovie - 1992).
Maria Winowska: Le Fou de Notre-Dame  Le PÈRE MAXIMILIEN KOLBE.
Préface de Monseigneur Bruno de Solanges.
Edition: BONNE PRESSE.
IMPRIMATUR:PARISIIS
DIE 6 MARTII 1950,
PETRUS BROT,V,G.